# Harewood House
Harewood House – pałacowa rezydencja znajdująca się w wiosce Harewood w West Yorkshire w Anglii. Dom znajduje się na liście Treasure Houses of England, dziesięciu najważniejszych zabytkowych domów w Anglii.
Dom został zaprojektowany przez architektów Johna Carrego i Roberta Adama a wybudowany w latach 1759–1771. Fundatorem był zamożny kupiec Edwin Lascelles, pierwszy Baron Harewood, który wzbogacił się na handlu niewolnikami i użyczaniu pożyczek plantatorom.
Dom gościł wielu znakomitych gości m.in. malarzy Thomasa Girtyna i Williama Turnera, którzy malowali budynek, jak i okolice na swoich obrazach.
Obecnie dom jest nadal siedzibą rodziny Lascelles a David Lascelles jest ósmym hrabią Harewood. Cała posiadłość jest zarządzane przez Harewood House Trust i jest otwarta dla publiczności przez większość roku. W 2009 roku dom zdobył nagrodę dla największej ilości odwiedzających turystów w kraju.

## Galeria

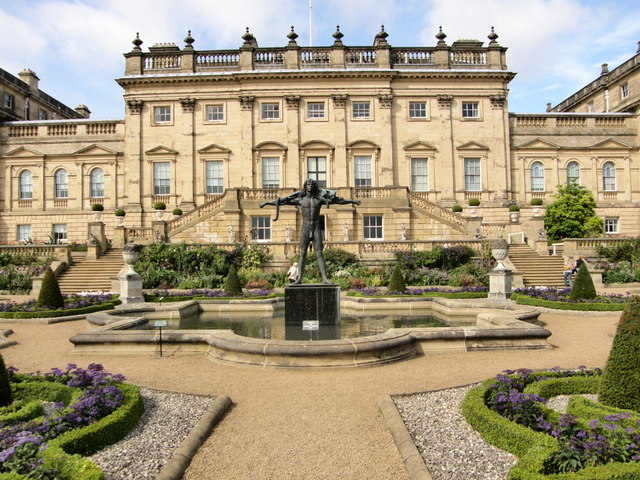
„Orfeusz z leopardem” przed fasadą Harewood House
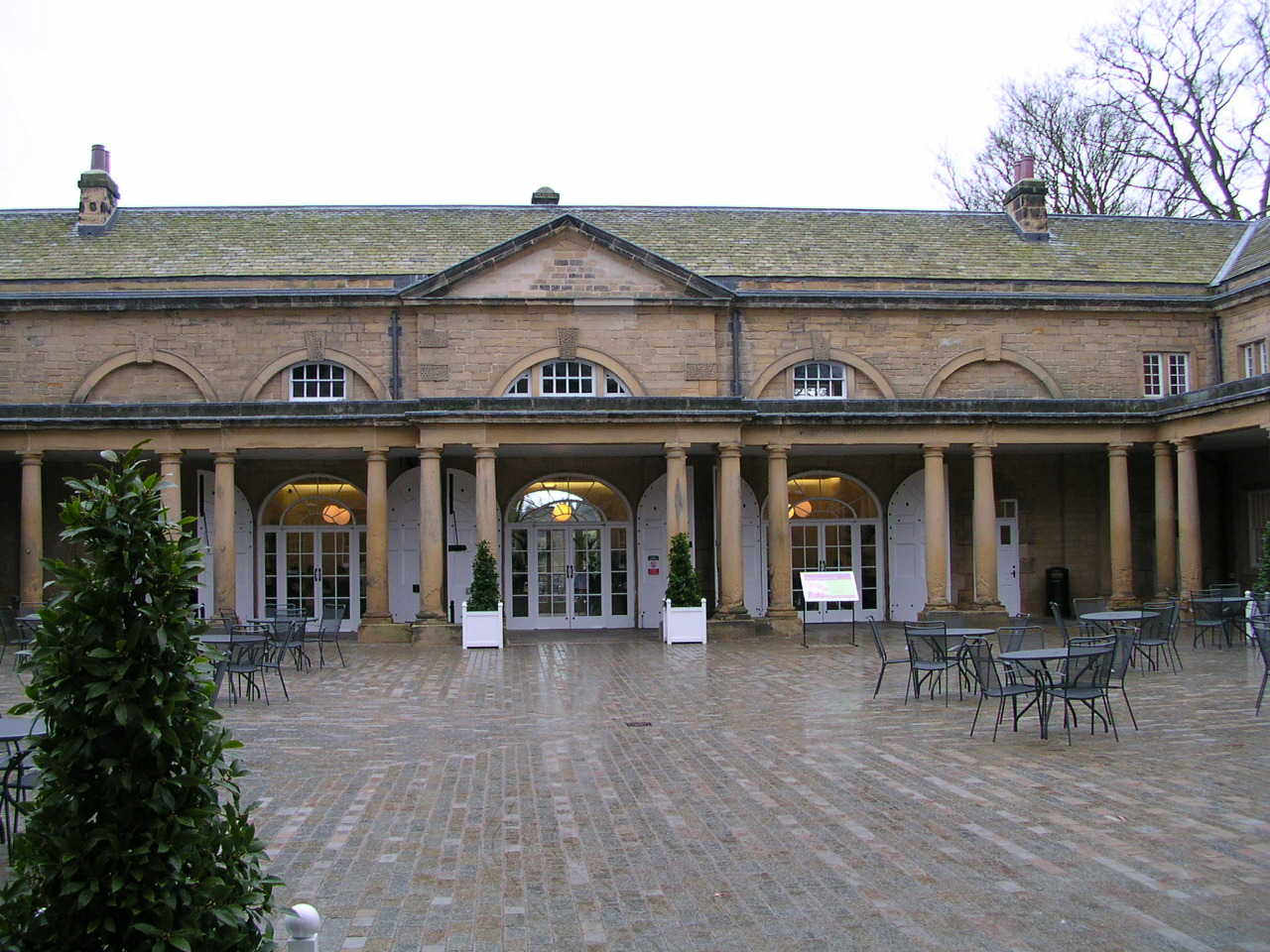
Budynek starej stajni

## Kolekcja
Obecnie w Harewood mieści się kolekcja malarstwa mistrzów włoskiego renesansu, portrety rodzinne autorstwa Reynoldsa, Hoppnera i Lawrencea, obrazy innych mistrzów malarstwa europejskiego m.in. El Greca Bajka oraz zbiory sztuki współczesne zgromadzone przez właścicieli domu.